# Saint-Cloud-en-Dunois
Saint-Cloud-en-Dunois è un comune francese di 233 abitanti situato nel dipartimento dell'Eure-et-Loir nella regione del Centro-Valle della Loira.

## Società

### Evoluzione demografica
Abitanti censiti